# Caution (album de Mariah Carey)
Pour les articles homonymes, voir Caution.
Albums de Mariah Carey
Me. I Am Mariah... The Elusive Chanteuse
(2014)
Singles
1. GTFO
Sortie : 13 septembre 2018
2. With You
Sortie : 3 octobre 2018
3. A No No
Sortie : 4 mars 2019

Caution est le quinzième album studio de la chanteuse américaine Mariah Carey, sorti le 16 novembre 2018 sous le label Epic Records.
Il est son premier album studio chez Epic, après son best of sorti en 2015,,.
L'album génère deux singles officiels : GTFO, qui se classe à la 19e place du Hot R&B/Hip-Hop Songs, With You, qui, lui, atteint la 3e place du Hot R&B/Hip-Hop Songs, ainsi que deux singles The Distance en featuring Ty Dolla Sign, qui est paru uniquement en promotionnel et A No No,.
Lors de sa sortie, l'album est acclamé par la critique, en obtenant le score de 85 % sur le site Metacritic,,,,,. Il atteint la 1re place du US Billboard R&B/Hip-Hop, tout s'érigeant à la 5e place des meilleures ventes du Billboard 200.

## Pochette
La pochette originale de l'album Caution, est dévoilée sur le compte Instagram de Mariah Carey avant la publication d'un communiqué de presse sur son site officiel le 18 octobre 2018.
Le 26 octobre 2018, le site officiel de la chanteuse annonce la sortie de l'album en CD et en vinyle, avec deux pochettes différentes pour chaque format.

## Singles
Le 13 septembre 2018, Mariah publie la chanson GTFO. Elle est écrite par Mariah Carey, Bibi Bourelly, Porter Robinson, Jordon Manswell, Nineteen85 et composée par Nineteen85, Jordon Manswell. Elle contient un sample du morceau Goodbye to a World de Porter Robinson, parue en 2014,. GTFO est un titre RnB, qui parle de rupture Elle contient un échantillon du morceau Goodbye to a World de Porter Robinson, parue en 2014,. Le vidéoclip est réalisé par Sarah McColgan,. Il y dévoile Mariah en train de chanter toute seule dans une maison, en plein milieu de la nuit. Le single arrive à la 19e meilleure meilleure place du Hot R&B/Hip-Hop Songs.
Le 4 octobre 2018, elle dévoile le single With You. La chanson est écrite par Mariah Carey et Dijon MacFarlane et est composée par DJ Mustard. With You est un titre R&B, qui parle du désir et du bonheur d'une femme de se sentir en sécurité avec son partenaire. Le vidéoclip réalisé par Sarah McColgan sort sur le compte Vevo de Mariah Carey le 10 octobre 2018,. Il y dévoile Mariah en train de chanter toute seule dans une maison et de se balader sur le Walk Of Fame d'Hollywood Boulevard, alternant avec des scènes où elle se trouve dans une voiture ancienne. La chanson atteint la 3e meilleure meilleure place du Hot R&B/Hip-Hop Songs.
Le 18 octobre 2018, le titre The Distance en featuring Ty Dolla Sign, est publié en tant que single promotionnel. Il est écrit par Mariah, Skrillex, Peder Losnegard, Poo Bear et Tyrone Griffin Jr. et composé par Lido, Skrillex et Poo Bear. Le thème abordé est l'amour inconditionnel qu'elle a pour un homme, malgré la distance,. Il ne comprend cependant pas de vidéoclip.
Le 31 octobre 2018, un quatrième extrait A No No, est dévoilé en morceau audio sur sa chaine Youtube, en tant que single promotionnel,. Il sample le titre Crush On You de la rappeuse Lil' Kim featuring Lil' Cease et The Notorious B.I.G.
Le 4 mars 2019, le single A No No, qui a été dévoilé en morceau audio sur sa chaine Youtube en octobre, est finalement commercialisé,. Le single arrive à la 17e place du Billboard US R&B Digital Song Sales. Dans la foulée, une version agrémentée de la rappeuse Stefflon Don est publiée le 22 mars 2019, suivie d'une autre version avec la rappeuse Shawni, qui parait le 4 avril 2019.

## Critique
Lors de sa sortie, l'album est acclamé par la critique, en obtenant le score de 83% sur le sérieux site Metacritic,,,,,.

## Accueil commercial
Il atteint la 1re place du US Billboard R&B/Hip-Hop, tout en s'érigeant à la 5e meilleure vente du Billboard 200.

## Liste des Pistes
| No  | Titre                                            | Auteur                                                                                    | Durée |
| --- | ------------------------------------------------ | ----------------------------------------------------------------------------------------- | ----- |
| 1.  | GTFO                                             | Mariah Carey, Bibi Bourelly, Porter Robinson, Jordan Manswell, Paul "Nineteen85" Jeffries | 3:27  |
| 2.  | With You                                         | Mariah Carey, Dijon McFarlane                                                             | 3:47  |
| 3.  | Caution                                          | Carey, No I.D., Luca Polizzi, Mohamed Sulaiman, Hinshaw                                   | 3:15  |
| 4.  | A No No                                          | Mariah Carey, Priscilla Renae                                                             | 3:10  |
| 5.  | The Distance (feat. Ty Dolla $ign)               | Carey, Skrillex, Lido, Poo Bear, Ty Dolla Sign                                            | 3:26  |
| 6.  | Giving Me Life (feat. Slick Rick & Blood Orange) | Carey, Blood Orange, Devonte Hynes, Slick Rick, Richard Walters                           | 6:08  |
| 7.  | One Mo' Gen                                      | Carey, Boyd, Fred Ball, WondaGurl                                                         | 3:25  |
| 8.  | 8th Grade                                        | Carey, Boyd, Timbaland, Angel Lopez, Federico Vindver, Larrance Dopson                    | 4:48  |
| 9.  | Stay Long Love You (feat. Gunna)                 | Carey, The Stereotypes, Gunna                                                             | 3:01  |
| 10. | Portrait                                         | Carey, Moore                                                                              | 4:01  |

## Tournée
Mariah Carey annonce le début de sa tournée mondiale Caution World Tour le 22 octobre 2018 sur son site officiel. Dans un premier temps, seules les dates d'Amérique du Nord sont annoncées. La tournée débute le 27 février 2019 à Dallas.

## Classements
| Classement (2018)             | Position position |
| ----------------------------- | ----------------- |
| Australie                     | 15                |
| Australie                     | 2                 |
| Autriche (Ö3 Austria Top 40)  | 54                |
| Belgique (Flandre Ultratop)   | 38                |
| Belgique (Wallonie Ultratop)  | 37                |
| Canada (Canadian Albums)      | 15                |
| Tchéquie (IFPI)               | 55                |
| Pays-Bas (Mega Album Top 100) | 38                |
| France (SNEP)                 | 71                |
| Allemagne (Media Control AG)  | 67                |
| Irlande (IRMA)                | 63                |
| Italie                        | 35                |
| Japon (Oricon)                | 30                |
| Nouvelle-Zélande              | 40                |
| Écosse (OCC)                  | 55                |
| Espagne                       | 19                |
| Suisse (Schweizer Hitparade)  | 35                |
| Royaume-Uni (UK Albums Chart) | 40                |
| Royaume-Uni (R&B Albums)      | 1                 |
| US Billboard 200              | 5                 |
| US Billboard R&B/Hip-Hop      | 1                 |